# خرمان بورگوس
خرمان بورگوس (انگلیسی: Germán Burgos؛ زادهٔ ۱۶ آوریل ۱۹۶۹) دروازه‌بان سابق و کمک مربی فوتبال اهل آرژانتین است. او در حال حاضر به عنوان مربی دوازه‌بان در اتلتیکومادرید فعالیت می‌کند.
از باشگاه‌هایی که در آن بازی کرده‌است می‌توان به ریورپلاته، رئال مایورکا و اتلتیکو مادرید اشاره کرد.
وی همچنین در تیم ملی فوتبال آرژانتین بازی کرده‌است و در دو جام جهانی ۱۹۹۸ و ۲۰۰۲ از اعضای این تیم بود.